# 阿馬蒂特蘭
阿馬蒂特蘭是危地馬拉的城鎮，由危地馬拉省負責管轄，位於該國南部，距離首都危地馬拉市27公里，始建於1549年6月24日，面積204平方公里，海拔高度1,188米，2002年人口82,870。

## 旅遊
- 阿馬蒂特蘭湖（Lago de Amatitlán）：瓜地馬拉第四大湖泊，工業化後受汙染嚴重，近年略有改善。湖畔有紀念品攤販與餐廳，亦可租船遊湖。
- Teleferico纜車：位於阿馬蒂特蘭湖之湖畔，可搭乘眺望湖景。
- Santa Teresita溫泉Spa：位於阿馬蒂特蘭湖之湖畔，引用帕卡亞火山之溫泉水。
- Parque Nacional Naciones Unidas：為一公園，內部有瓜地馬拉國內各景點之縮小版模型。

## 交通

### 公車
- Amatitlán-CENMA：每日於瓜地馬拉市Centra Sur與Amatitlán之間來往行駛，每15分鐘一班。

### 接駁車
- Santa Teresita溫泉Spa提供接駁車來往Amatitlán與安地瓜(Antigua)。